# Ein Volk unter Verdacht – Die Staatssicherheit der DDR
Ein Volk unter Verdacht – Die Staatssicherheit der DDR ist ein deutscher, 40-minütiger Dokumentar- und Unterrichtsfilm von Regisseurin Franziska Schlotterer aus dem Jahr 2010. Der Film wurde im Auftrag der Bundesbeauftragten für die Unterlagen des Staatssicherheitsdienstes (BStU) herausgegeben und ist als Schulungsmaterial für Schüler ab der 9. Klasse sowie als politisches Bildungsmaterial für Jugendliche gedacht.

## Handlung
Der Film beschäftigt sich im Wesentlichen mit dem Ministerium für Staatssicherheit der ehemaligen Deutschen Demokratischen Republik, kurz Stasi, und der Frage, was genau diese war. Außerdem wird erklärt, wie und wo die Stasi gewirkt hat und welche Bedeutung sie für die SED-Diktatur hatte. Die Reporterin Malin Büttner klärt im Gespräch mit dem Historiker Ilko-Sascha Kowalczuk diese und weiteren Fragen. Schauplätze sind dabei auch historische Orte. Der Film handelt weniger von Strukturbeschreibungen oder Tätergeschichten als vielmehr von den Auswirkungen des Stasi-Vorgehens auf die Betroffenen. Zeitzeugen, unter ihnen Dörte Bender, Christian Halbrock, Horst Jänichen, Ulrike Poppe und Bernd Stracke, werden interviewt und schildern ihre Erlebnisse mit der Staatssicherheit. Sie berichten, wie sie verfolgt und bespitzelt wurden und erzählen ihre Erlebnisse bei Festnahme und Inhaftierung.

## Hintergrund
Mangelwissen zum Thema Stasi – festgestellt bei einer Umfrage unter Jugendlichen – war der Beweggrund der BStU, diesen Film in Auftrag zu geben.

## Veröffentlichung
Die Premiere und Pressevorführung des Films fand am 11. Januar 2010 im Zeughauskino des Deutschen Historischen Museums statt. Eine weitere öffentliche Vorführung fand im Rahmen des Bürgerfestes der BStU am 16. Januar 2010 statt.
Am 3. und 8. März 2010 veranstaltete die Bundesbeauftragte für die Stasi-Unterlagen (BStU) und das Landesinstitut für Schule und Medien Berlin-Brandenburg (LISUM) eine Filmvorführung in Potsdam und Berlin, bei der mehr als 100 Schülerinnen und Schüler der Jahrgangsstufen 9 bis 13 teilnahmen. Diese Veranstaltung war Teil der LISUM-Filmreihe "Die DDR im Film". Im Anschluss konnten die Schüler mit der Bundesbeauftragten Marianne Birthler, der Beauftragten des Landes Brandenburg zur Aufarbeitung der Folgen der kommunistischen Diktatur, Ulrike Poppe (Mitwirkende), der Regisseurin des Films, Franziska Schlotterer, und dem Historiker und Forschungsprojektleiter bei der BStU, Ilko-Sascha Kowalczuk (Mitwirkender) diskutieren.
Das Stasi-Unterlagen-Archiv im Bundesarchiv bietet den Film gegen eine geringe Schutzgebühr auf DVD an. Er darf in der politischen Bildungsarbeit frei verwendet werden.